# Pokangá
Pokangá (Waípinõmakã, Pokanga, Pokangá-Tapuya, Pokanga-tapuia, Barasána, Bará, Barasano), pleme američkih Indijanaca s gornjeg toka rijeke Tiquie, pritoke Vaupésa u brazilskoj državi Amazonas. Srodni su s Waimahama iz Kolumbije, oba pripadaju porodici tucanoan, a jezik im je možda identičan. Poplacija: 100 govornika (1983 SIL); etničkih 300 (1988 ISA).